# کتاب ابراهیم
کتاب ابراهیم اثری است که بین سال‌های ۱۸۳۵ و ۱۸۴۲ توسط جوزف‌اسمیت در پی خرید دو طومار مصری از یک نمایشگاه مومیایی سیار تولید شد. اسمیت ادعا کرد که این ترجمه «ترجمه‌ای از برخی اسناد باستانی است… که گفته می‌شود نوشته‌های ابراهیم است، زمانی که او در مصر بود، به نام کتاب ابراهیم، که به دست خود او بر روی پاپیروس نوشته شده‌است». اسمیت گفت که پاپیروس زندگی اولیه ابراهیم، سفرهای او به کنعان و مصر، و دید او از کیهان و خلقت آن را شرح می‌دهد.

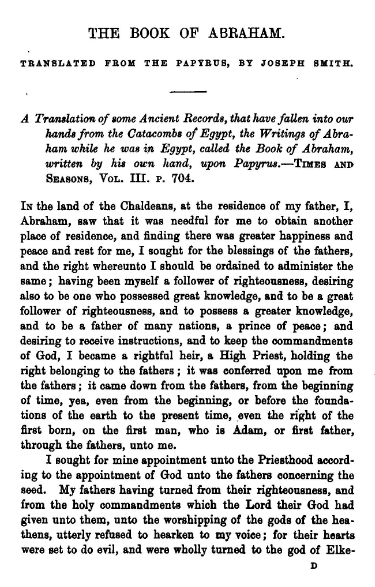
صفحه اول کتاب ابراهیم

بخشی از پاپیروس‌هایی که جوزف اسمیت به عنوان منبع کتاب ابراهیم استفاده کرده‌است. تفاوت بین ترجمه مصر شناسان و تفاسیر جوزف اسمیت بحث و جدل‌های قابل توجهی را ایجاد کرده‌است.
این اثر در سال ۱۸۸۰ به عنوان بخشی از مروارید گرانبها توسط کلیسای عیسی مسیح قدیسان آخرالزمان(کلیسای LDS) قدیس شد؛ بنابراین، یک پایه اعتقادی برای کلیسای LDS و فرقه‌های بنیادگرایانه مورمون جنبش سنت روز آخر را تشکیل می‌دهد. جامعه مسیح آن را یک متن مقدس نمی‌داند. گروه‌های دیگر در جنبش قدیس آخرالزمان نظرات متفاوتی در مورد کتاب ابراهیم دارند، برخی آن را رد می‌کنند و برخی متن را به عنوان کتاب مقدس الهی می‌پذیرند. این کتاب شامل چندین دکترین است که منحصر به مورمونیسم است مانند این ایده که خداوند عناصر ابدی را سازماندهی کرد تا جهان را بیافریند (به جای اینکه آن را بیافریند )، تعالی بالقوه بشریت، وجود ماقبل فانی، مقام اول و دوم، و کثرت خدایان.
تصور می‌شد که پاپیروس‌های کتاب ابراهیم در آتش‌سوزی‌بزرگ‌شیکاگو در سال ۱۸۷۱ گم شده‌است. با این حال، در سال ۱۹۶۶ چندین قطعه پاپیروس در آرشیو موزه هنر متروپولیتن نیویورک و بایگانی کلیسای LDS یافت شد. اکنون از آنها به عنوان پاپیروس جوزف اسمیت یاد می‌شود. پس از بررسی توسط مصر شناسان حرفه ای (اعم از مورمون و غیره)، این قطعات به عنوان متون تشییع جنازه مصری، از جمله «اجازه‌تنفس‌حور» و «کتاب‌ مردگان»، در میان دیگران، شناسایی شدند. اگرچه برخی از مدافعان مورمون از صحت کتاب ابراهیم دفاع می‌کنند، اما هیچ محقق دیگری آن را به عنوان یک متن باستانی نمی‌داند.